# Fila
Fila, Inc. là một công ty chuyên sản đồ thể thao của Hàn Quốc, được thành lập tại Ý.
Fila được thành lập vào năm  1911 tại Ý. Kể từ khi bị tiếp quản bởi Fila Hàn Quốc vào năm 2007, Fila nay đã đã được sở hữu và quản lý tại công ty mẹ ở Hàn Quốc. Chủ tịch cũng như CEO của công ty là Yoon-Soo Yoon, Fila có văn phòng đại diện tại 11 quốc gia trên thế giới

## Lịch sử
Fila được thành lập tại Coggiola, Ý vào năm 1911 bởi anh em nhà Fila. Công ty ban đầu chuyên may quần áo cho người dân sống ở khu vực Alps của nước Ý, hiện nay công ty này sản xuất các loại quần áo may mặc và giày thể thao cho nam, nữ, trẻ em và cả các vận động viên.
Ban đầu, sản phẩm chủ lực của công ty là đồ lót. Thương hiệu trở nên nổi tiếng hơn khi chuyển sang sản phẩm may mặc thể thao vào những năm 1970 và được sử dụng bởi vận động viên quần vợt Björn Borg.
Cửa hiệu chủ quản tại Ý của công ty, Holding di Partecipazioni, đã bán lại công ty cho Quỹ tự bảo hiểm rủi ro Cerberus Capital Management vào năm 2003, sau khi công ty đã ký kết quá nhiều hợp đồng quảng bá đắt đỏ với các vận động viên trong khoảng thời gian công ty gặp áp lực về lợi nhuận. Cerberus nắm quyền sở hữu Fila thông qua công ty Sports Brands International, từ đó đưa ra các quyết định và chỉ đạo hoạt động kinh doanh của Fila trên toàn thế giới chỉ trừ Fila Hàn Quốc, một công ty sở hữu quyền hoạt động một cách độc lập.
Vào tháng 1 năm 2007, Fila Hàn Quốc mua lại từ SBI thương hiệu Fila toàn cầu và tất cả các công ty con, giúp công ty này trở thành thương hiệu đồ thể thao lớn nhất tại xứ sở kim chi. Fila Hàn Quốc hiện nắm giữ quyền sử dụng đối với các mặt hàng quần áo và giày dép của công ty mẹ trên toàn thế giới.
Vào năm 2009, ANTA Sports đã mua lại quyền sử dụng thương hiệu này tại Trung Quốc (Tên công ty "Full Prospect") từ Belle International, Fila Hàn Quốc hiện vẫn nắm giữ 15% cổ phần tại công ty cổ phần Full Prospect.
Vào tháng 5 năm 2011, Fila Hàn Quốc mua lại thương hiệu sản xuất dụng cụ chơi golf Acushnet Company với số tiền $1,23 tỷ và trở thành chủ sở hữu mới của của một số thương hiệu dụng cụ chơi golf hàng đầu trên thế giới, một trong số đó là Titleist.

## Đội tuyển quần vợt của Fila
- Diego Schwartzman
- Karolína Plíšková
- Janko Tipsarević
- Matthew Ebden
- Alexander Babanine
- Sam Querrey
- Ashleigh Barty
- Andreas Seppi
- Dmitry Tursunov
- John Isner
- Mackenzie McDonald
- Carsten Ball
- Tímea Babos
- Irina-Camelia Begu
- Marin Čilić
- Alison Van Uytvanck
- Dušan Lajović